# Gildo Monari
Gildo Monari (Finale Emilia, 13 dicembre 1918 – Cento, 19 giugno 1994) è stato un ciclista su strada italiano.
Professionista e indipendente tra il 1939 e il 1952, partecipò due volte al Giro d'Italia.

## Carriera
Corse per la Lygie, la Gloria, la Wilier Triestina, la Cimatti, la Fiorelli e la Arbos, oltre che per la francese Olympia-Dunlop. Fu secondo nella prima tappa del Giro d'Italia 1948 e sesto nella Coppa Bernocchi 1947 e nella Parigi-Roubaix 1948. Anche il cugino Anito fu ciclista professionista.

## Palmarès
- 1947 (Wilier Triestina, una vittoria)

Trofeo Minardi

## Piazzamenti

### Grandi Giri
- Giro d'Italia

1940: 35º
1948: 27º

### Classiche monumento
- Milano-Sanremo

1947: 13º
1950: 85º
- Parigi-Roubaix

1948: 6º
- Giro di Lombardia

1946: 20º
1949: 42º